# Monnik (schip, 1985)
De Monnik is een veerboot die een veerverbinding onderhoudt tussen Lauwersoog en Schiermonnikoog.
Het schip is in 1985 gebouwd op de scheepswerf Hoogezand in opdracht van rederij Wagenborg voor de route Holwerd-Ameland. Op dezelfde werf was eerder al de bouw van het zusterschip Sier begonnen.
Op 18 juni 1985 is dit schip in dienst gekomen bij Wagenborg onder de naam Oerd. Het verzorgde 18 jaar de overtochten van en naar Ameland, samen met het zusterschip Sier.

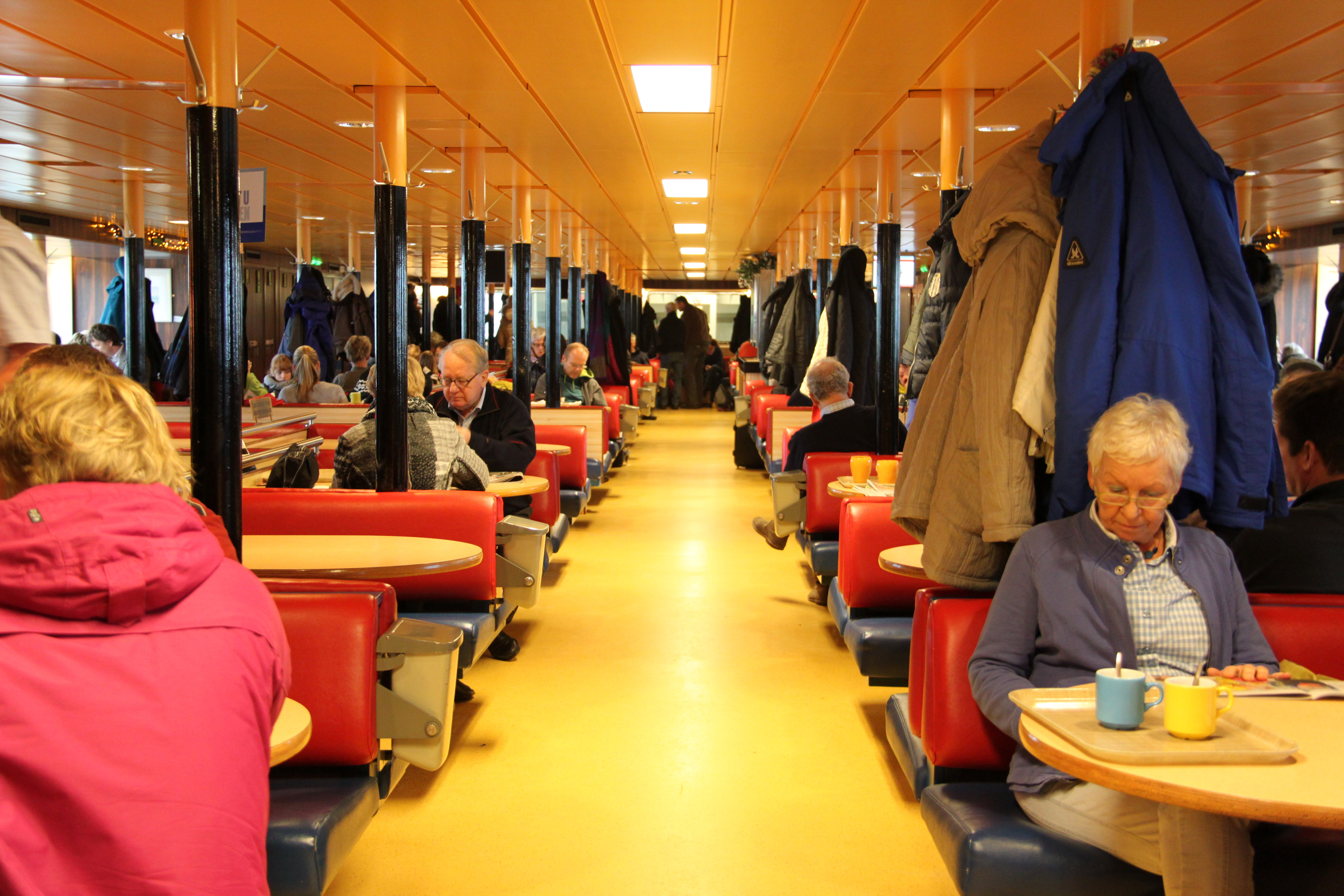
Interieur van de boot in 2011.

Na de aanschaf van deze twee (bijna) identieke schepen kon de rest van de vloot verkocht worden of ingezet worden op de route Lauwersoog-Schiermonnikoog. Het schip Maria Louise werd verkocht aan rederij T. den Breejen te Zierikzee. De schepen Prins Willem IV en Prinses Anna werden ingezet op de route Lauwersoog-Schiermonnikoog, en werden omgedoopt in Brakzand, respectievelijk Simonszand.
In 2003 werd door Wagenborg een nieuw schip in dienst genomen, wederom met als naam Oerd. Dit was een zusterschip van de in 1995 gebouwde Sier. Het nieuwe schip had een capaciteit van 1200 passagiers en 72 personenauto's. De eerste Oerd werd nu omgedoopt in Monnik en werd overgeplaatst naar de route Lauwersoog-Schiermonnikoog.